# 1893年土地競逐
1893年土地競逐於美國歷史上又稱為切羅基出口地放領(Cherokee Outlet Opening)，或切羅基帶土地競逐(Cherokee Strip Land Run)，是俄克拉荷馬領地切羅基帶第四次，也是最大的一次土地競逐。後成為俄克拉荷馬州之一部份。

## 背景

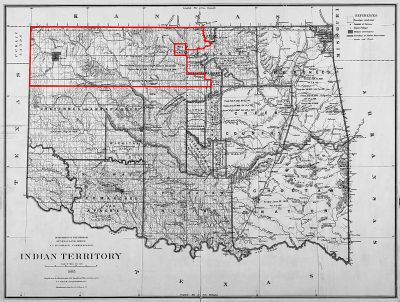
紅線劃出的部份即切羅基出口地(1885年)

切羅基出口地，是該族於1835年依《新艾科他條約》遷居到今俄克拉荷馬州東部之後所獲得的三塊地區之一。自1879年刊登於《芝加哥論壇報》 的一篇文章開始，一群後稱嬰兒潮世代者發起了一場運動，且聲勢日盛。他們要求開放位於印第安領地內的無主地以供墾殖。此說廣獲支持，至1880年代已佔上風，令政府開放公共土地，最終出現了1889年的土地競逐。
依本傑明·哈里森所頒布的總統令，切羅基出口地在1890年10月2日之後禁止因放牧需求而出租。使部落無從由之獲利。切羅基人後來達成協議，於過後的幾年將土地賣還政府，每英畝售價1.40美元至2.50美元不得。協議中也允許切羅基族個人在出口地取得所有權，被許多切羅基人切實掌握住。
在此同時，乾旱、農產品價格暴跌、以及1893年恐慌，在在促使群眾開始向堪薩斯州的嬰兒潮世代營地聚集。隨著等在帳篷及臨時住所中的潛在拓殖者人數不斷攀升，大眾越發期待著放領最後一大塊仍屬於公地的可耕地，人心隨之浮動。

## 事件

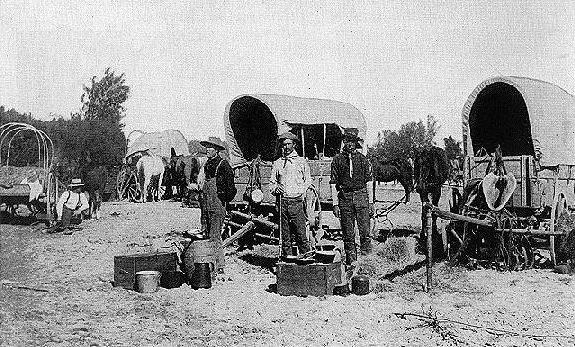
等待著切羅基出口地放領的拓殖者

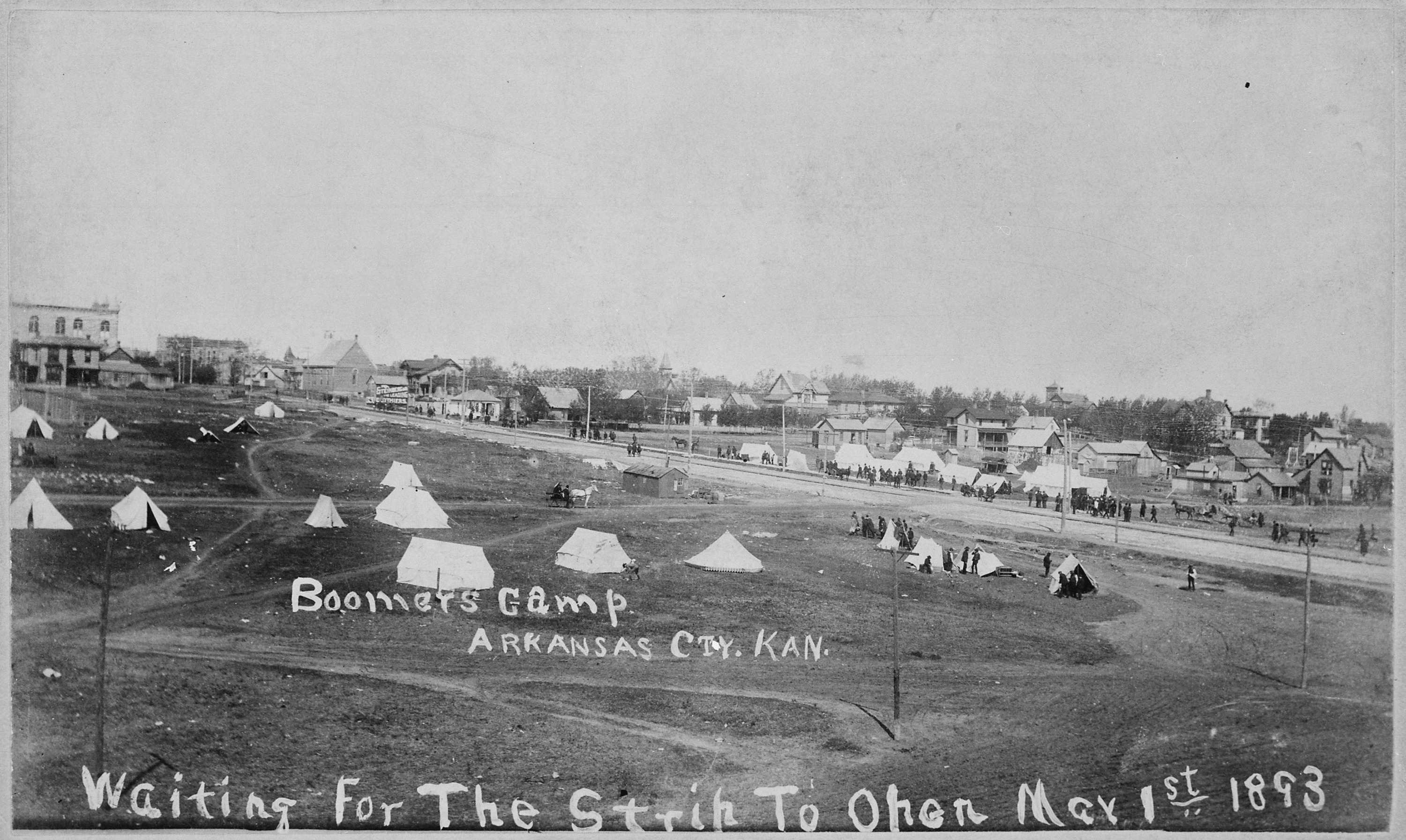
等著土地放領。1893年五月一日。

土地競逐開始於1893年9月16日中午，參與者約10萬之眾，希望能夠分得這片曾為切羅基人牧場的600萬英畝土地，和4萬個住宅地塊。這會是俄克拉荷馬州的第四次，也是規模最大的一次土地競逐。
美國政府特地分別在佩里、伊尼德、伍德沃德和阿爾瓦四地設立了專項土地管理辦公室來管理本次活動，並駐有步兵維持秩序，騎兵則分駐於阿爾瓦、布拉夫溪、奇洛科、克利爾溪、亨尼西、龐德溪、南沃頓和韋諾卡等地附近的營地。儘管如此，提前偷跑的「Sooners」仍設法偷偷潛入並佔據最好的位置，尤其是在切羅基出口地東部三分之一區域的許多城鎮。由於土地供不應求，大多數競逐者實際上並未取得任何土地。

## 結局
凱縣、格蘭特縣、伍茲縣、伍德沃德縣、加菲爾德縣、諾布爾縣、和波尼縣都在這次競逐後得以命名。這七縣在這之前是以從K到Q的字母各自命名。俄克拉荷馬於1907年建州後，在切羅基出口地內，又從伍茲縣、凱縣、和伍德沃德縣的既有土地劃出了四個縣——阿爾法爾法縣、埃利斯縣、哈珀縣和梅傑縣。
雖說成功的例子所在多有，但並非所有的新地主都從此興旺發達。免費土地是提供了大好良機，但許多的新市鎮卻過度開發，而一些農民發現競逐得來的土地不適於耕種，還不到年底就又離棄此地遠走他方。

## 大眾文化
- 《壯志千秋》，1931年電影。
- 《遠離家園》，1992年的電影。

## 外部連結
- Cherokee Outlet Opening – Encyclopedia of Oklahoma History and Culture – Oklahoma State University
- Cherokee Outlet and Cherokee Strip Land Run – Cherokee Strip Museum, Perry, Oklahoma
- Indian Territory – Encyclopedia of the Great Plains – University of Nebraska–Lincoln